# Філліда Барлоу
Дама Філіда Барлоу DBE RA (4 квітня 1944 — 12 березня 2023) — британська образотворча художниця. Навчалася в коледжі мистецтв Челсі (1960—1963) і Школі мистецтв Слейда (1963—1966). Вона приєдналася до співробітників Slade наприкінці 1960-х років і викладала там більше сорока років. У 2009 році вона пішла з академії та, у свою чергу, стала почесним професором образотворчого мистецтва. Вона справила важливий вплив на молоді покоління митців; у Слейді її студентами були Рейчел Вайтрід і Анхела де ла Круз . У 2017 році представляла Великобританію на Венеціанській бієнале .

## Молодість і освіта
Незважаючи на те, що Барлоу народилася в Ньюкаслі-апон-Тайн, Англія, в 1944 році (оскільки її батько-психіатр Еразмус Дарвін Барлоу, правнук Чарльза Дарвіна, був там на той час), вона виховувалась у Лондоні, оговтуючись від Другої світової війни . Вона навчалася в коледжі мистецтв Челсі (1960–63) під керівництвом Джорджа Фулларда, який мав вплинути на сприйняття Барлоу того, якою може бути скульптура. «Фуллард, серед іншого, зміг повідомити, що акт створення сам по собі був пригодою. Сім'я переїхала до Річмонда, на захід Лондона, після війни, і її дитячі враження від бомбардувань надихнули її на більшу частину роботи протягом усього життя. Скульптура, яка падає або розбивається, є такою ж захоплюючою, як і скульптура, яка виявляє свою ідеальну форму. Усі акти створення у світі існують для того, щоб бути розграбованими та містять у собі потенціал для передачі в студію та адаптації»..